# Оленёнок (фильм)
«Оленёнок» (англ. The Yearling, рус. дословно — «Годовалый») — американский детский фильм 1946 года. Экранизация одноимённой повести Марджори Роулингс, обладатель двух «Оскаров» и одного «Золотого глобуса».

## Сюжет
1878 год. 13 лет назад закончилась Гражданская война, и на освоение плодородных земель Флориды двинулись первопроходцы. Один из них — ветеран той войны Пенни Бакстер, который везёт с собой жену Орри и 11-летнего сына Джоди. Они обосновываются на берегу озера Джордж.
Джоди — единственный выживший из четырёх детей в этой семье, остальных унесла война, поэтому мать крайне трепетно и в то же время сурово относится к мальчику, настолько, что ему часто кажется, будто она его не любит. Любознательный Джоди целыми днями пропадает в лесу и регулярно просит родителей взять кого-либо в дом: хоть енота, хоть медвежонка или пантеру. Естественно, он получает отказы.
Однажды Пенни кусает гремучая змея и, чтобы ослабить действие яда, он убивает олениху, печень которой надо приложить к ране. Сиротой остаётся маленький оленёнок, и вот его взять домой родители разрешают: но только пока животное не повзрослеет. Мальчик называет оленёнка Флагом (англ. Flag), и скоро они становятся лучшими друзьями.
Прошёл год, Флаг вырос и стал обузой для фермы: он ест и топчет посевы, ломает заборы. Пенни требует, чтобы Джоди отвёл оленя в лес и застрелил его там, но мальчик отпускает Флага на волю. Вскоре олень возвращается к дому, и в него стреляет Орри, которая ранит его. Чтобы животное не мучилось, Джоди, по велению отца, обрывает жизнь своего друга. От сильного душевного потрясения мальчик сбегает из дома, его находят лишь через три дня. Когда мать видит вернувшегося сына, она даёт волю своим доселе тщательно скрытым чувствам любви и нежности.
Мальчик понял за 3 дня, как страшен голод, и по возвращении узнал, как его любят отец и мать. Он резко повзрослел и в семье установился мир.

## В ролях
- Клод Джарман — Джоди Бакстер (впервые на экране)
- Грегори Пек — Эзра «Пенни» Бакстер, отец Джоди
- Джейн Уайман — Орри Бакстер, мать Джоди
- Чилл Уиллс — Бак Форрестер, сосед Джоди
- Клем Беванс — отец Бака
- Маргарет Вичерли — мать Бака
- Генри Трэверс — мистер Бойлз
- Форрест Такер — Лем Форрестер

### В титрах не указаны
- Артур Хол (англ. Arthur Hohl) — Арк Форрестер
- Виктор Килиан — капитан
- Джун Локхарт — Твинк Уэзерби
- Роберт Портфилд (англ. Robert Porterfield) — сосед
- Дэн Уайт (Dan White) — Миллуил Форрестер
- Джефф Йорк (англ. Jeff York) — Оливер Хутто

## Награды и номинации[1]
- 1947 — Премия «Оскар» за лучшую работу художника-постановщика — победа.
- 1947 — Премия «Оскар» за лучшую операторскую работу — победа.
- 1947 — Премия «Оскар» за лучший фильм — номинация.
- 1947 — Премия «Оскар» за лучшую режиссуру — номинация.
- 1947 — Премия «Оскар» за лучшую мужскую роль — номинация.
- 1947 — Премия «Оскар» за лучшую женскую роль — номинация.
- 1947 — Премия «Оскар» за лучший монтаж — номинация.
- 1947 — Молодёжная награда Академии Клоду Джарману — исполнителю главной роли.
- 1947 — Премия «Золотой глобус» за лучшую мужскую роль — драма — победа.

## Факты
- Съёмки проводились в заповедной зоне англ. Juniper Prairie Wilderness, Национальный лес Окала (англ.), Флорида. После выхода ленты там появилась «Тропа Оленёнка» (англ. The Yearling Trail), прогуливаясь по которой можно взглянуть на места, где происходило действие повести и картины[2].
- Этот фильм пытались снять ещё в 1941 году, с совершенно другой съёмочной группой, однако тогда возникли самые разнообразные проблемы: главный герой-мальчик слишком быстро рос, у него проявился незамеченный раньше акцент, огромное количество комаров при натурных съёмках, постоянные конфликты режиссёра и продюсера, а завершило работу над неудавшейся картиной вступление США во Вторую мировую войну. За 7 месяцев труда были потеряны полмиллиона долларов. Тем не менее многие натурные съёмки, без людей, были использованы при создании фильма пять лет спустя[3].
- За 10 месяцев съёмок были использованы 32 дрессированных животных, в том числе 5 оленят, поскольку они очень быстро растут. «Первому» оленёнку, которого подбирает Джоди в начале фильма, было 3 дня от роду и он был спасён из лесного пожара. Также в фильме «снялись»: 126 оленей, 9 бурых медведей, 37 собак, 71 дикая птица (в том числе 17 канюков и одна сова), 83 цыплёнка, 36 свиней, 8 гремучих змей, 18 белок, 4 лошади и 17 енотов[3].